# Hadí kořen

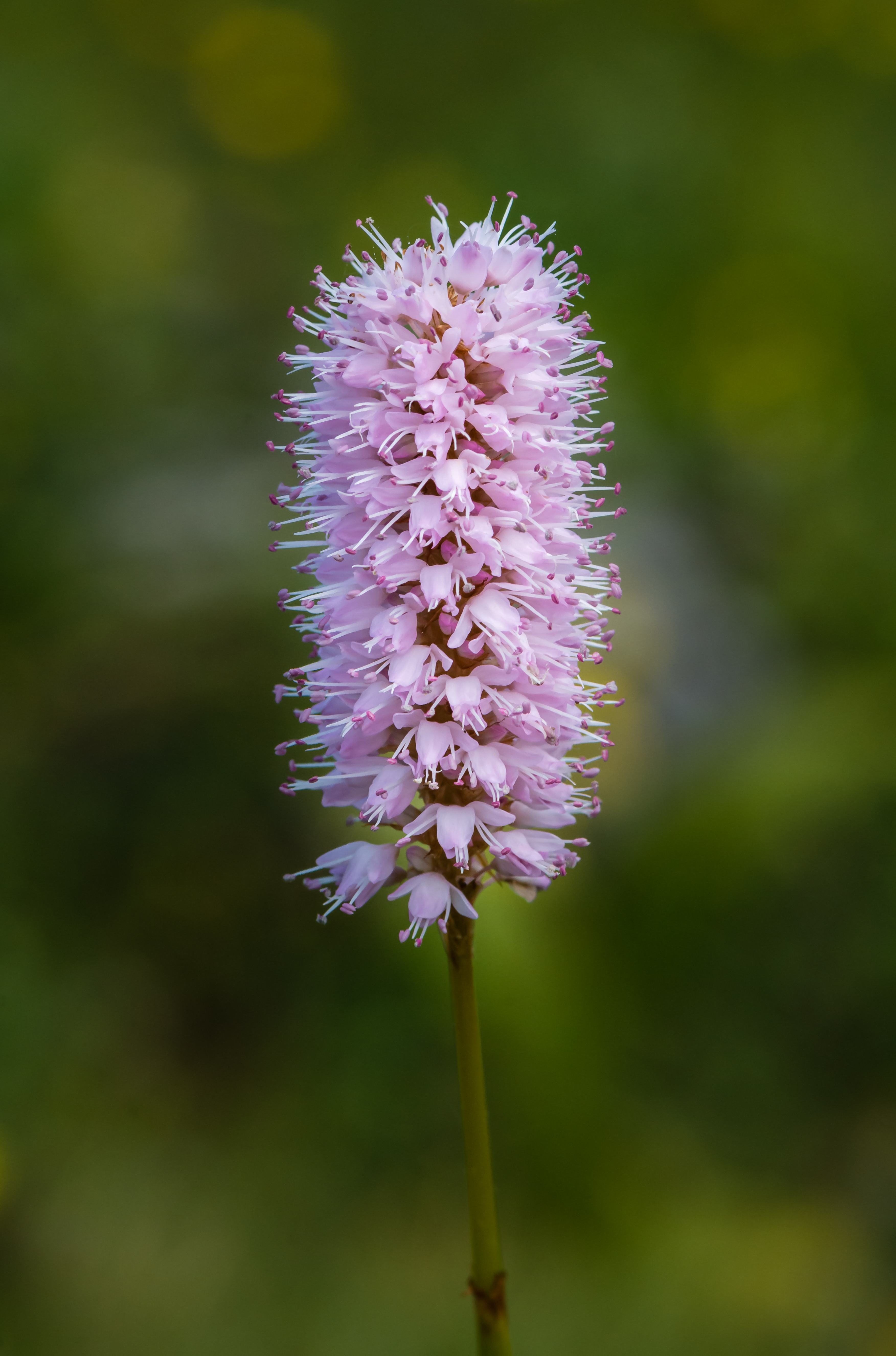
Květenství hadího kořene většího

Hadí kořen (Bistorta) je rod rostlin z čeledě rdesnovitých (Polygonaceae). Rod Bistorta byl slučován s rodem Persicaria či Polygonum a alternativním českým názvem je rdesno. Rod zahrnuje asi 50 druhů a je rozšířen zejména v mírném pásu severní polokoule. V České republice roste jediný druh, hadí kořen větší. Hadí kořeny jsou vytrvalé byliny s jednoduchými střídavými listy a hustými klasovitými květenstvími. Některé druhy jsou pěstovány jako okrasné rostliny nebo skalničky.

## Popis
Hadí kořeny jsou vytrvalé byliny se silnými oddenky. Lodyha je jednoduchá, vzpřímená, nevětvená, zakončená jediným květenstvím. Dolní listy jsou řapíkaté, horní lodyžní listy jsou až přisedlé. Palisty jsou srostlé v botku objímající stonek. Botka je bylinná, těsně přiléhající ke stonku, u některých druhů se časem rozpadá až zcela odpadává. Čepel listů může být čárkovitá, kopinatá, vejčitá nebo eliptická. Většinou je celokrajná, někdy na okraji zvlněná. Květy jsou drobné, nejčastěji bílé, růžové, zelenavé nebo purpurové, uspořádané v hustých koncových klasech (přesněji lichoklasech). U některých druhů (např. hadí kořen živorodý) jsou některé květy v květenství nahrazeny drobnými pacibulkami. Květy jsou oboupohlavné, pětičetné. Okvětí je nerozlišené, složené z 5 na bázi krátce srostlých lístků. Tyčinek je 8 nebo zřídka méně a jsou volné nebo na bázi srostlé. Prašníky mohou být žluté, růžové, červené, purpurové nebo téměř černé. Semeník nese 3 volné nebo na bázi srostlé čnělky zakončené drobnými kulovitými bliznami. Plodem je trojhranná nekřídlatá nažka, většinou obklopená volně přiléhajícím vytrvalým okvětím.

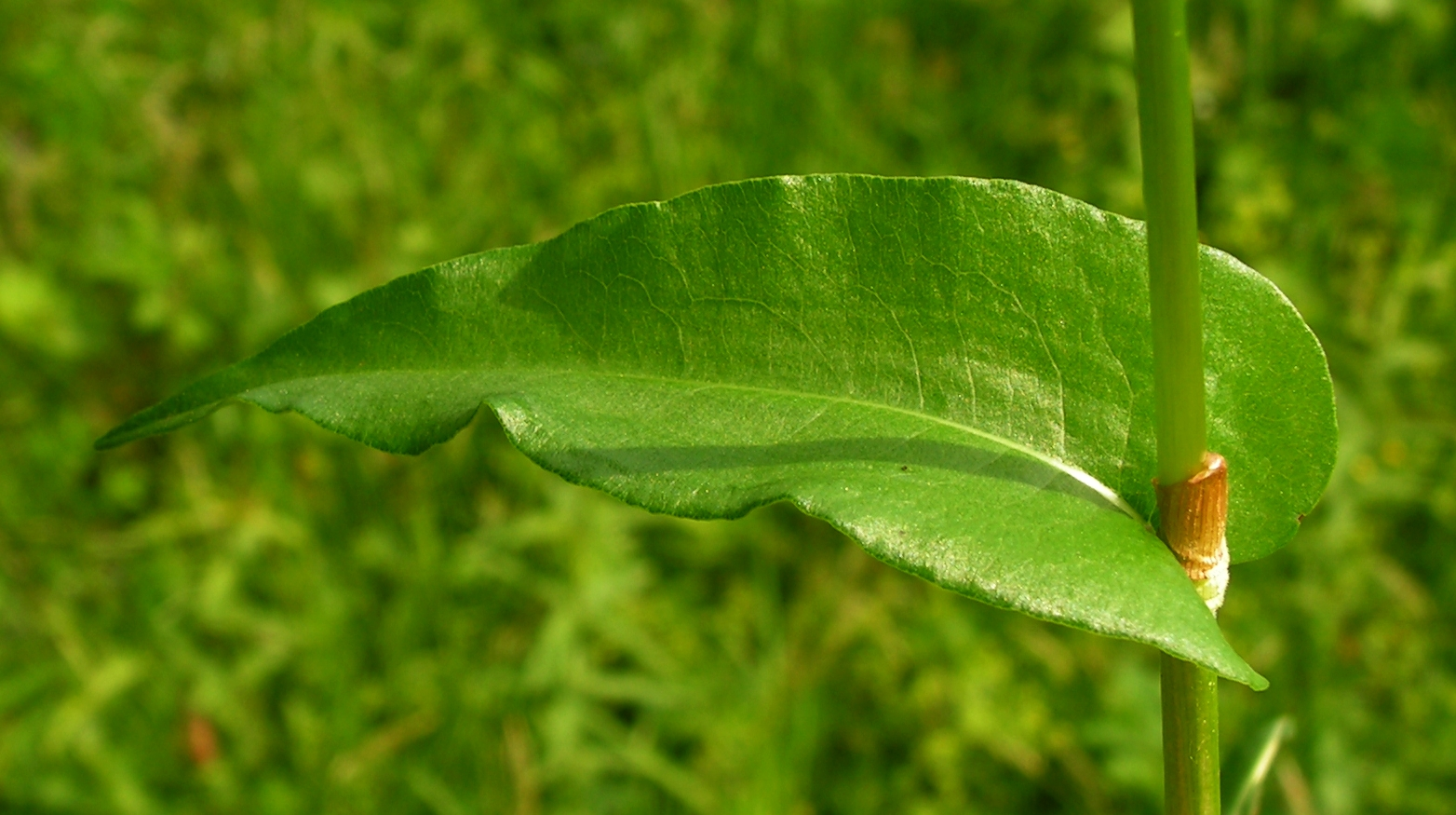
Detail listu a botky hadího kořene většího
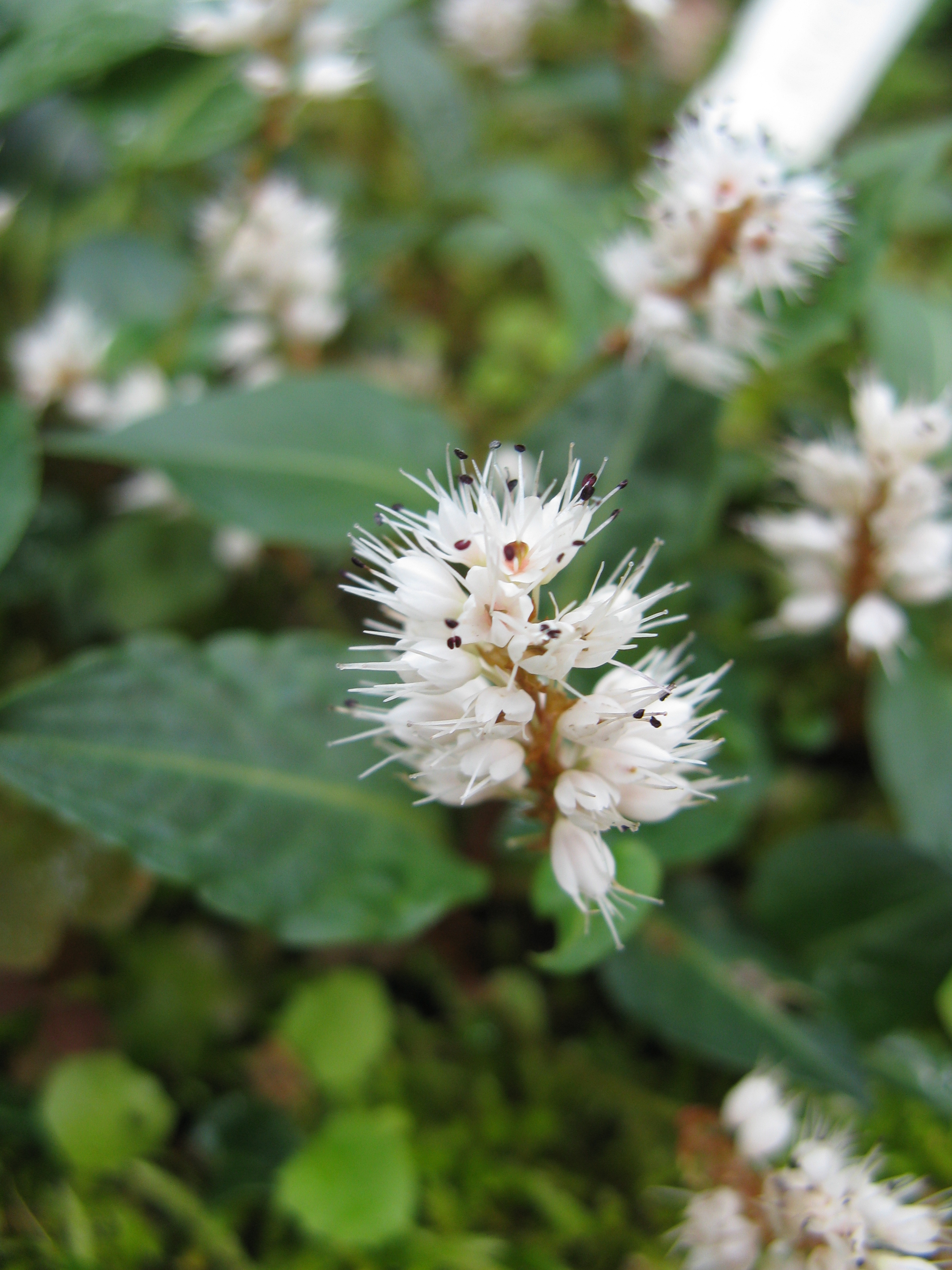
Nízký druh Bistorta tenuicaulis z Japonska
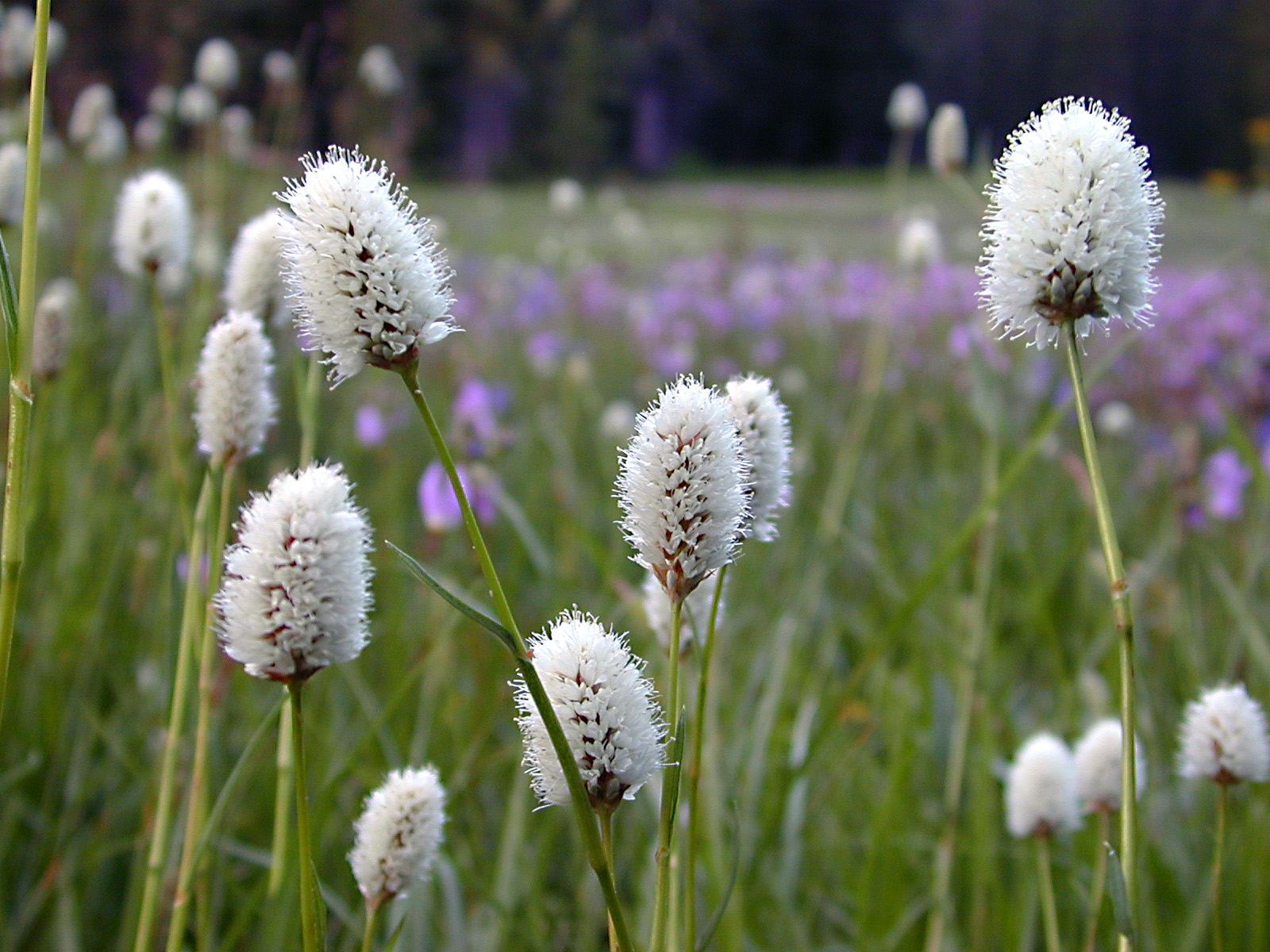
Pohledný druh Bistorta bistortoides ze západu USA
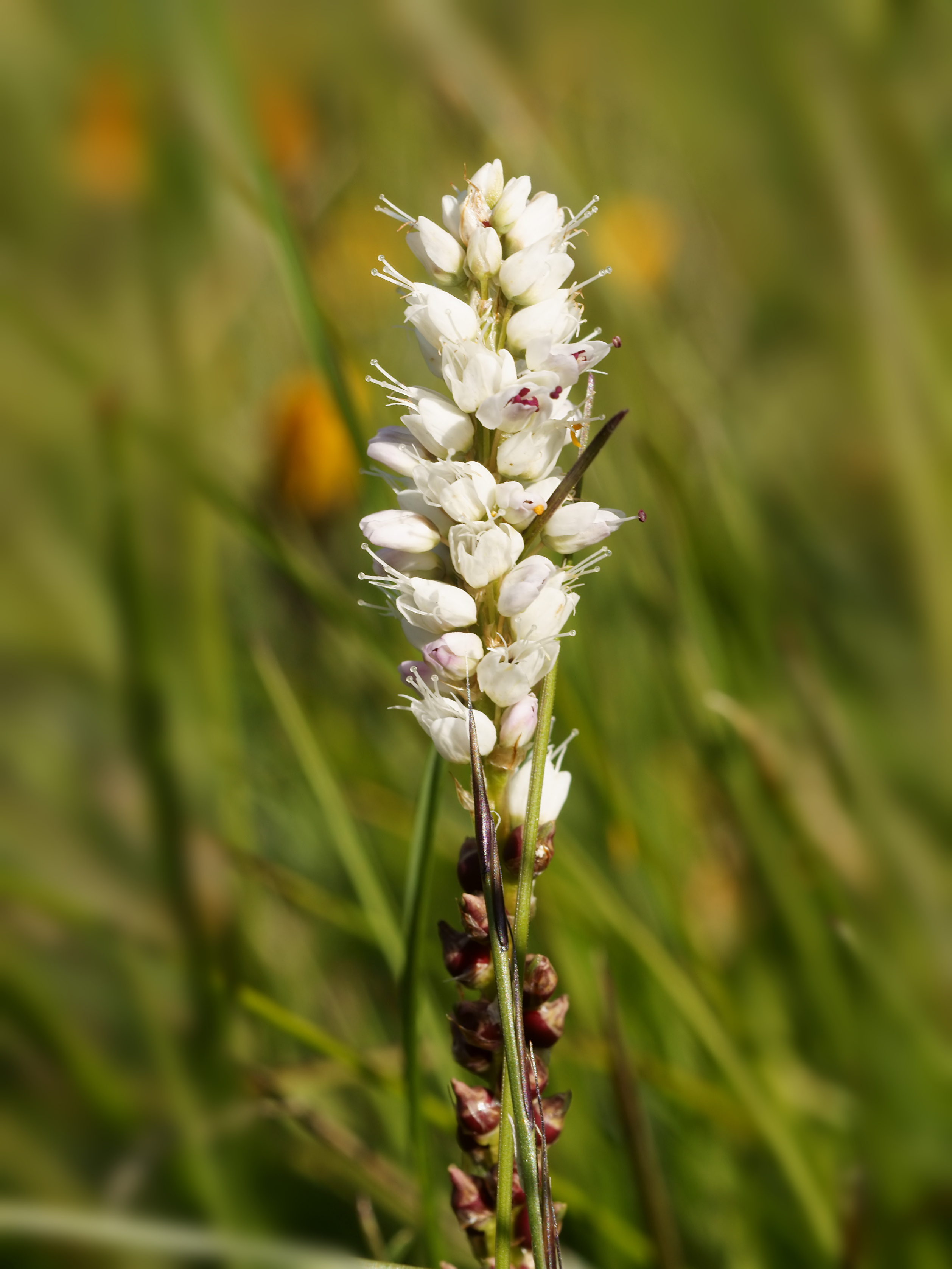
Hadí kořen živorodý, květenství s pacibulkami

## Rozšíření
Rod hadí kořen se skládá asi z 50 druhů rozšířených převážně v mírném a boreálním podnebném pásu na severní polokouli. Na severu Severní Ameriky zasahuje Bistorta plumosa až do arktických oblastí. Druh hadí kořen živorodý (Bistorta vivipara) je rozšířen v Evropě, Asii i Severní Americe. V Alpách vystupuje až do alpínského stupně.
V květeně České republiky je tento rod zastoupen jediným druhem, kterým je hadí kořen větší (Bistorta major). Z dalších druhů vzácně zplaňuje pěstovaný himálajský druh hadí kořen objímavý (Bistorta amplexicaulis). Jako skalnička je občas pěstován hadí kořen příbuzný (Bistorta affinis), pocházející rovněž z Himálaje.

## Původ jména
Odborný rodový název Bistorta je odvozen od latinských slov bis (dvakrát) a torqueo (točím). Odkazuje podobně jako český název hadí kořen na tvar oddenků hadího kořene většího. Oddenky jsou u tohoto druhu ve většině případů dvakrát hadovitě stočené do tvaru písmene S.

## Taxonomie
V rámci čeledě Polygonaceae je rod Bistorta řazen do podčeledě Polygonoideae.
Rod Bistorta byl v minulosti vřazován společně s několika dalšími rody do široce pojatého rodu rdesno (Polygonum). Odtud pochází široce rozšířené české jméno rdesno i pro rod Bistorta. Pojetí rodů není dosud sjednocené, např. ve Flóře Severní Ameriky je rod Bistorta uznáván, ve Flóře Číny je vřazen do rodu Polygonum. Ve středoevropské taxonomii je v tomto případě upřednostňováno užší pojetí rodu a rody Persicaria, Bistorta a Polygonum jsou vesměs uznávány jako samostatné, na rozdíl např. od plantlistu vydávaného botanickou zahradou v Kew, kde je rod Bistorta vřazen do rodu Persicaria.

## Zástupci
- hadí kořen příbuzný (Bistorta affinis) - syn. rdesno příbuzné (někdy uváděn i jako rdesno himálajské či rdesno strakaté)
- hadí kořen objímavý (Bistorta amplexicaulis) - syn. rdesno objímavé
- hadí kořen větší (Bistorta major) - syn. rdesno hadí kořen
- hadí kořen živorodý (Bistorta vivipara) - syn. rdesno živorodé

## Význam

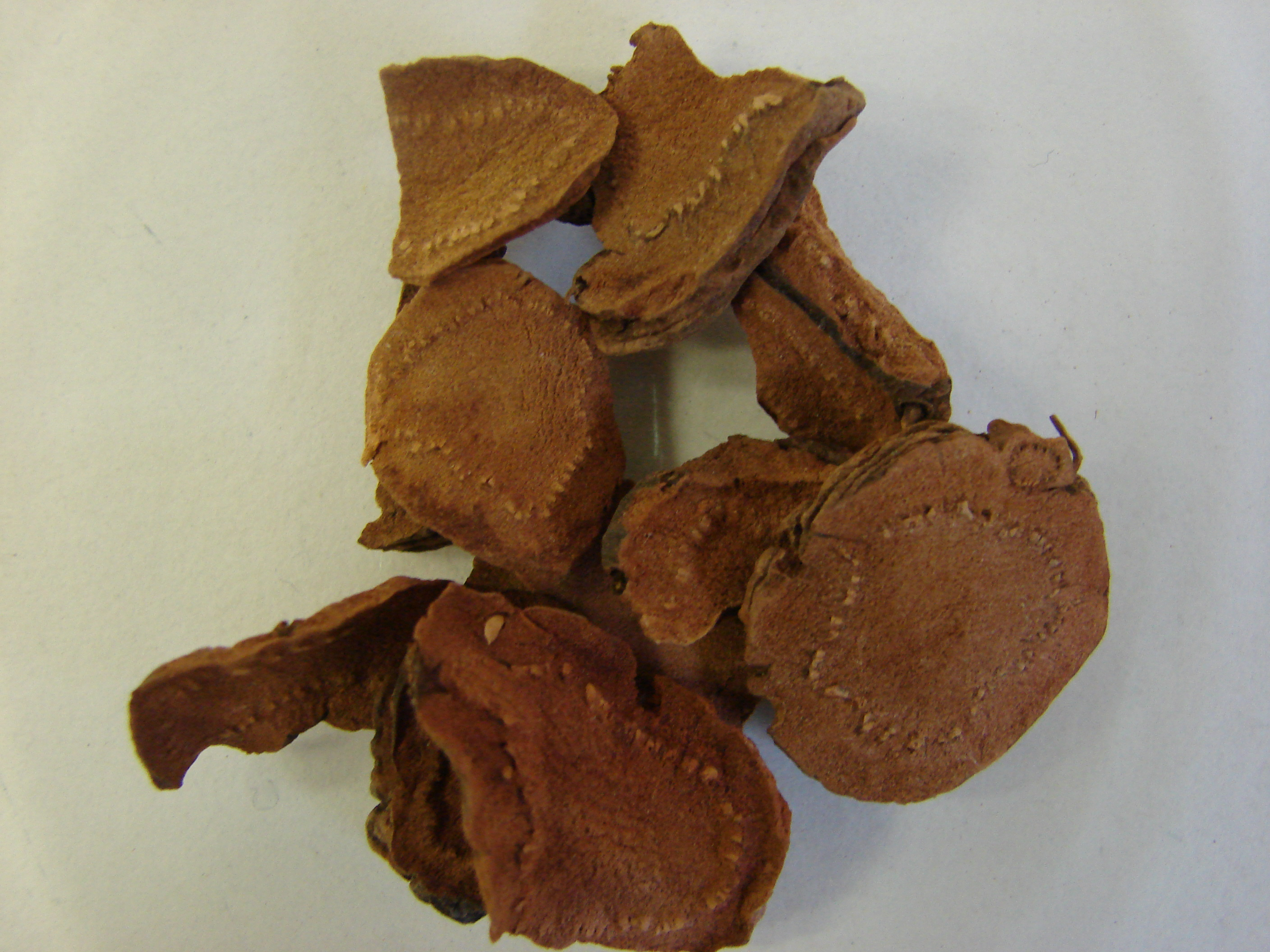
Sušený oddenek hadího kořene většího

Oddenek i nať hadího kořene většího jsou využívány v lékařství i léčitelství. Mezi hlavní účinné látky náležejí třísloviny. Rostlina působí svíravě.
Sušený oddenek se užívá v lidovém lékařství hlavně k zastavení krvácení a léčbě ekzémů. Mladých rostlin lze používat na salát. Tento druh je používán i v čínské medicíně.
Některé druhy se pěstují jako okrasné rostliny. Jako trvalka je v České republice pěstován
hadí kořen objímavý a jako skalnička hadí kořen příbuzný. V zahradnictví se tyto druhy používají též jako půdopokryvné rostliny.